# Teatro dell'Opera di Roma
El Teatro dell'Opera, conocido históricamente como teatro Costanzi es un teatro de ópera de Roma, Italia. Fue inaugurado el 27 de noviembre de 1880 en presencia del rey Humberto I de Italia y de la reina Margarita Teresa con la Semiramide de Rossini, y ha sido sede de importantes estrenos.

## Historia
El teatro de la Ópera de Roma fue originalmente conocido como el Teatro Costanzi por su constructor, el empresario Domenico Costanzi (1810-1898). Fue financiado privadamente por Costanzi, quien le encargó el proyecto al arquitecto milanés Achille Sfondrini (1836-1900), un especialista en la construcción y renovación de teatros. Sfondrini prestó especial atención en su proyecto a la acústica de la sala, que originalmente tenía un aforo de 2.212 espectadores, planta de herradura, tres pisos de palcos, un anfiteatro y dos galerías, que culminaban en una cúpula decorada con frescos de Annibale Brugnoli.
Costanzi se encargó personalmente de la gestión del teatro, y durante su mandato se produjeron importantes estrenos mundiales, como el de Cavalleria rusticana, de Pietro Mascagni. A la muerte de Costanzi, su hijo Enrico se hizo cargo de la empresa del teatro, produciéndose en su etapa el mayor acontecimiento de la historia del teatro: el estreno de Tosca, de Giacomo Puccini (14 de enero de 1900).

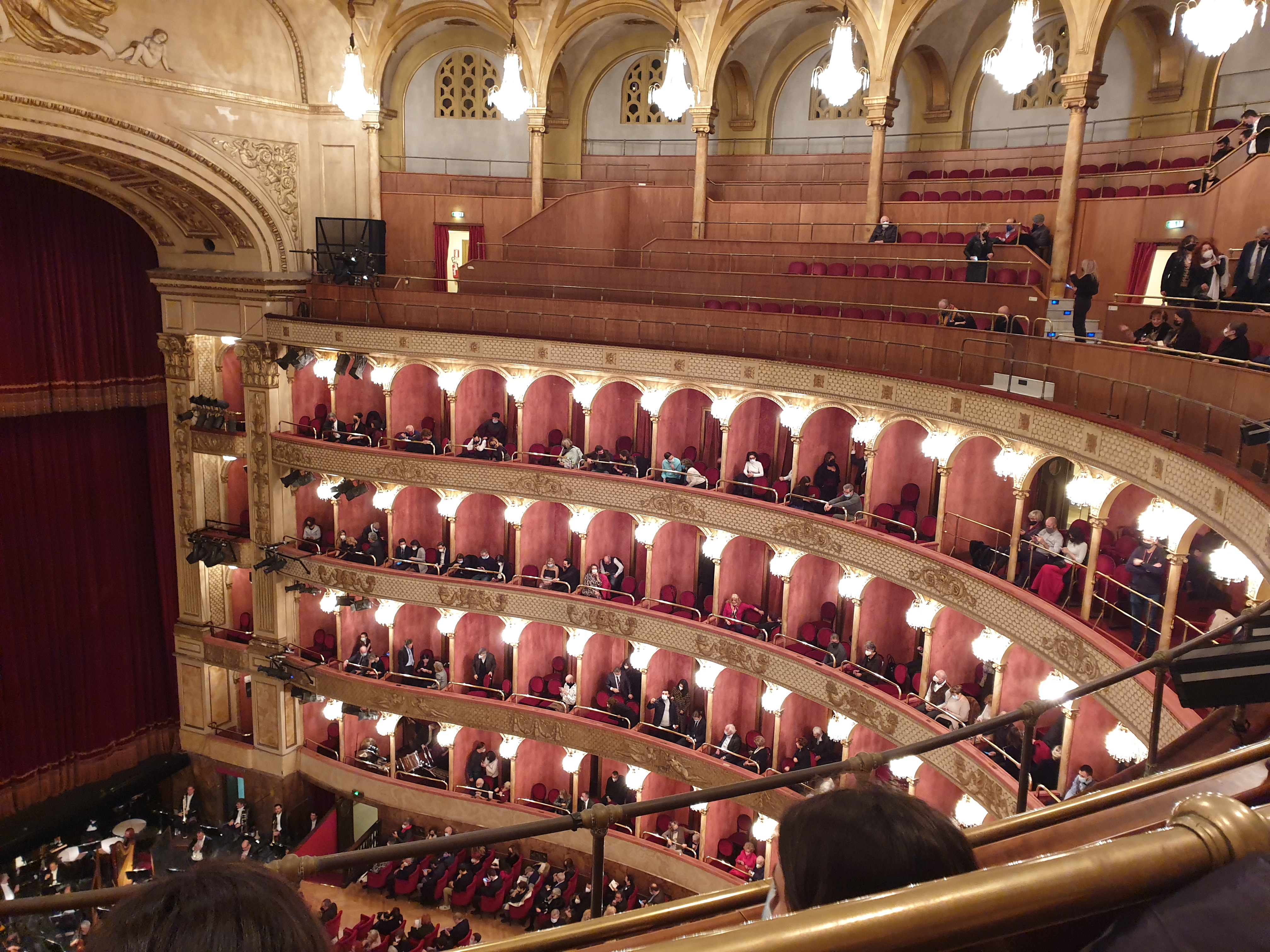
Interior del teatro

En 1907, el Teatro Costanzi fue adquirido por el empresario Walter Mocchi. A partir de 1912, la esposa de Mocchi, la soprano Emma Carelli se encargó de la dirección. Durante su gestión se puede destacar la primera representación en Italia de Parsifal, de Wagner, y la visita de Les Ballets Russes de Diaghilev.
En 1926 el teatro fue adquirido por el Ayuntamiento de Roma, que cambió su nombre a Teatro Reale dell'Opera. Fue parcialmente reconstruido, y reabierto el 27 de febrero de 1928 con Nerone, de Arrigo Boito. la reconstrucción consistió, fundamentalmente, en la demolición del anfiteatro, para añadir un cuarto piso de palcos, la redecoración de toda la sala, además de la instalación de una gran lámpara, de cristal de Murano, de 6 metros de diámetro. Además, en el exterior, se abrió una nueva entrada principal en la actual Piazza Beniamino Gigli.
Tras la proclamación de la república, el nombre del teatro se cambió a Teatro dell'Opera. En 1958, con motivo de la celebración de los Juegos Olímpicos en 1960, se acometió una segunda reconstrucción, que cambió radicalmente el estilo del exterior, construyendo la fachada actual, la entrada y el foyer. Manteniendo la legendaria acústica de la sala, se restauró la decoración en estuco, se instaló un sistema de acondicionamiento de aire, se ensanchó el proscenio y se dejó el aforo en las actuales 1600 butacas.

### Sedes de la compañía
Actualmente, la temporada de la Ópera de Roma tiene su sede principal en el antiguo Teatro Costanzi, aunque algunas representaciones, principalmente ballete y conciertos, se han trasladado al recientemente restaurado Teatro Nazionale, un antiguo cine situado en la Piazza del Viminale, a pocos metros del Costanzi. Por otra parte, desde 1937 se lleva a cabo una temporada estival de representaciones al aire libre en el escenario levantado en las Termas de Caracalla.